# Nāḩiyat Khushām
Nāḩiyat Khushām (arabiska: ناحية خشام) är ett subdistrikt i Syrien.   Det ligger i provinsen Dayr az-Zawr, i den östra delen av landet, 400 km nordost om huvudstaden Damaskus.
Trakten runt Nāḩiyat Khushām är ofruktbar med lite eller ingen växtlighet. Runt Nāḩiyat Khushām är det ganska glesbefolkat, med 29 invånare per kvadratkilometer.